# Техасская резня бензопилой (роман)
«Техасская резня бензопилой» (англ. The Texas Chainsaw Massacre) — роман-новеллизация 2003 года, написанный по мотивам одноимённого фильма того же года. Сценарную адаптацию написал автор Стивен Хэнд (англ. Stephen Hand). Издательство «Black Flame» выпустило роман 1 марта 2004 года. В американской версии — 256 страниц, в русской (выпущенной издательством «Амфора» в серии «Смотрим фильм — читаем книгу») — 413.

## Сюжет
Журналист берётся за расследование серии таинственных убийств в Техасе спустя почти 30 лет. Встретив нового, до этого времени неизвестного свидетеля событий, рассказывающего о том, как случайная встреча на дороге с девушкой-самоубийцей изменила жизнь пятерых молодых людей, следователь понимает, что маньяк всё ещё на свободе, и кто стоит за убийствами.

Пресс-релиз:
Ясным солнечным утром развеселая компания из пяти юношей и девушек, влюбленных в жизнь и в друг друга, направляется в Даллас, на концерт своей любимой рок-группы. Молодые люди пребывают в самом радужном настроении и даже не подозревают, что, свернув на заброшенную проселочную дорогу, чтобы сократить путь, они попадут в лапы страшного маньяка, орудующего на просторах Техаса вот уже двадцать лет.

## Хроники
У романа есть вступление и заключение, повествование в которых ведётся от первого лица — некоего безымянного журналиста, решившего разобраться в деле Хьюитта: несколько официальных источников представили общественности две фотографии разных людей — на обеих изображён якобы застреленный во время задержания маньяк Томас Хьюитт. Чтобы разобраться в этой истории, журналист решает навестить в клинике для душевнобольных единственного выжившего свидетеля тех событий, однако тот, потеряв руку (когда якобы спасался от маньяка), хранит молчание вот уже много лет и занимается только тем, что безостановочно ест конфеты.
Каково же удивление мужчины, когда он узнаёт, что есть ещё одна свидетельница — женщина по имени Эйрин Хардэсти. Встретившись с ней, журналист узнаёт о тех событиях, что рассказаны в фильме. В завершении журналист показывает Эйрин два разных фото с Хьюиттом. Она, посмотрев на них, говорит, что это — фальшивка. Убегая с фабрики, она отрубила Кожаному лицу руку, а у людей на этих фотографиях обе руки целые. И тогда журналист понимает, что тот немой свидетель — и есть Томас Хьюитт!
Однако в этом сюжете отсутствует логика — журналист никак не описывает немого свидетеля, и только от других персонажей даётся упоминание, что у него нет руки, у него полное телосложение, и он молчит. Между тем от Генриетты Эйрин узнаёт, что у Томаса врождённое заболевание кожи и поэтому он прикрывает лицо маской. Интересно, что никаких фактов или наблюдений журналиста, указывающих на то, что у немого заболевание кожи, нет.
На DVD-издании картины эти сцены представлены как «Альтернативное начало» и «Альтернативный финал».

## Вырезанные сюжетные линии
Несколько сюжетных линий вырезали из фильма (некоторые были сняты и их можно увидеть в качестве удалённых сцен на специальном издании DVD), однако они присутствовали в романе:
- В книге указан возраст главных героев: Эйрин, Кэмперу и Энди — 20, Моргану — 19, Пеппер — 18.
- Кэмпер — автомеханик. Он не просто работает в мастерской — он увлечён тем, чем занимается, и фургон, в том виде, каком машина показана в фильме, стал таким после того, как Кэмпер поработал с внутренностями и внешним видом машины.
- В романе присутствует длинная сцена описания и короткий диалог, во время проезда персонажей мимо скотобойни.
- После самоубийства девушки, персонажи видят проезжающий мимо бьюик, за рулём которого сидел неизвестный мужчина.
- Эйрин ждёт ребёнка от Кэмпера — поэтому она не пила алкоголь и не курила во время поездки в Мексику.
- Как упоминалось ранее, фамилия Эйрин — Хардэсти. Так звали героиню из оригинального фильма 1974 года.
- Девушка-самоубийца, Джедайя и малышка, которую спасла Эйрин — члены одной семьи, попавшей к Хьюиттам.
- Кожаное лицо распиливает Джедайю, когда тот помогал Эйрин и Моргану сбежать из подвала дома Хьюиттов.
- Эйрин сидела в колонии для несовершеннолетних.
- После исчезновения Кэмпера, Пеппер вспоминает свой детский кошмар, в котором она собирается в школу и постоянно что-то забывает в доме, не имея возможности его покинуть.

## Отличия от фильма
Одна из сцен, описанных в романе, сильно отличается от той, что показана в фильме: прибежав в трейлер, Эйрин обнаруживает там только одну Генриетту, которая по описанию выглядит точно как Чайная леди. Генриетта в этом эпизоде рассказывает Эйрин историю их семьи, которая идёт в полный разрез с тем, что показано в приквеле 2006 года. Здесь выясняется, что Томас родной сын Хьюиттов и его родители — это Люда Мэй и Монти (приквел же показывает, что он приёмный ребёнок семьи Хьюитт, причём только Люда Мэй является его матерью), а сам Монти, согласно словам Генриетты, потерял ноги потому, что у него всегда были тяжёлые отношения с Томасом и один раз он его спровоцировал (в приквеле же одна из предыдущих жертв прострелила ему колено, а Томас сразу после этого отрезал ему пилой обе ноги). А Генриетта, судя по всему, дочь Монти и Люды Мэй и, соответственно, сестра Томаса (в фильме же ничего не говорится, что она или Чайная леди имеют с Хьюиттами какое-либо биологическое родство, а в приквеле Генриетта и вовсе не появляется).

## Критика и отзывы
У романа рейтинг 4.17 из 5 звёзд на портале «Goodreads» на основе 606 оценок и 14 отзывов читателей: «мрачная и напряжённая история», «в книге присутствует много интересных дополнений к сюжетным линиям», «прекрасно написано».